# Q-類似
q-類似（きゅーるいじ、英: q-analog, q-analogue）とは、理論に q → 1 の極限で、元の理論に一致するように径数 q を導入するような拡張のことをいう。q-拡張（英: q-extension）などとも呼ばれる。
そのような拡張は何通りも考えうるが、q-数や、q-微分やq-積分を用いるq-解析学の定義に基づいた拡張が一般的に用いられ、解析学や組合せ論、特殊関数、量子群などの分野に応用されている。

## 概要

### q-数
最も基本的な q-数 [n]q （q-整数やq-ブラケット（英: q-bracket）とも呼ばれる）とは、自然数 n の q-類似であって、q → 1 の極限で [n]q → n となるように
{\displaystyle [n]_{q}:={\frac {1-q^{n}}{1-q}}=\sum _{k=0}^{n-1}q^{k}}
と定義される。ただし、文献によっては、とくに量子群の文脈では、{\displaystyle q\mapsto q^{-1}} で不変な
{\displaystyle [n]_{q}:={\frac {q^{n}-q^{-n}}{q-q^{-1}}}}
あるいは
{\displaystyle [n]_{q}:={\frac {q^{n/2}-q^{-n/2}}{q^{1/2}-q^{-1/2}}}}
と定義される。この記事では最初の定義を用いるが、他の定義でも後述の q-階乗やq-二項係数は q-数を用いて同様に定義される。

### q-階乗
またq-階乗 [n]q! （英: q-factorial）は、q-数によって
{\displaystyle [n]_{q}!:=\prod _{k=1}^{n}[k]_{q}={\frac {(q;q)_{n}}{(1-q)^{n}}}}
と定義される。ただし (q; q)n はq-ポッホハマー記号を表す。
このとき Sn を n 次の対称群、inv(σ) を置換 σ の転倒数として、
{\displaystyle [n]_{q}!=\sum _{\sigma \in S_{n}}q^{\operatorname {inv} (\sigma )}}
が成り立つ。これは {\displaystyle q\to 1} の極限で、通常の階乗 {\displaystyle n!} が {\displaystyle n} 個のものを並べる順列の総数を表すことに対応している。
また有限体 Fq 上の一般線型群 GL(n, q) の位数は
{\displaystyle \vert \operatorname {GL} (n,q)\vert =[n]_{q}!(q-1)^{n}q^{\binom {n}{2}}}
と表せる。

### q-二項係数
q-二項係数（英: q-binomial coefficient）は、二項係数の q-類似で、
{\displaystyle {\binom {n}{k}}_{q}:={\frac {[n]_{q}!}{[n-k]_{q}![k]_{q}!}}={\frac {(q;q)_{n}}{(q;q)_{k}(q;q)_{n-k}}}}
によって定義される。q が素数のべきのとき、q-二項係数は有限体 Fq 上の n 次元線型空間内における k 次元部分空間の数に等しい。
より一般に q-多項係数は n = k1 + … + km のとき
{\displaystyle {\binom {n}{k_{1},\dotsc ,k_{m}}}_{q}={\frac {[n]_{q}!}{[k_{1}]_{q}!\dotsm [k_{m}]_{q}!}}}
によって定義される。
このとき
{\displaystyle {\binom {n}{k_{1},\dotsc ,k_{m}}}_{q}={\binom {n}{k_{1}}}_{q}{\binom {n-k_{1}}{k_{2}}}_{q}\dotsm {\binom {n-k_{1}-\dotsb -k_{m-1}}{k_{m}}}_{q}}
{\displaystyle {\binom {n}{k}}_{q}={\binom {n-1}{k}}_{q}+q^{n-k}{\binom {n-1}{k-1}}_{q}}
のようなよく知られた等式の類似が成り立つ。

### q-二項定理
q-二項定理は、二項定理のq-類似であり、
{\displaystyle \prod _{k=0}^{n-1}(1-q^{k-1}x)}
について、{\displaystyle a=q^{-n}}とするとき、
{\displaystyle \sum _{n=0}^{\infty }{\frac {(a;q)_{n}}{(q;q)_{n}}}x^{n}={\frac {(ax;q)_{\infty }}{(x;q)_{\infty }}}}
によって定義される。
これは、後述のq-超幾何級数を用いて、
{\displaystyle _{1}\phi _{0}\left[{\begin{matrix}a\\-\end{matrix}};q,x\right]}
と表すことができる。　
また、q-二項係数を用いて、
{\displaystyle \sum _{k=0}^{n}{\binom {n}{k}}_{q}q^{\frac {k(k-1)}{2}}(-x)^{k}}
と表すこともできる。

### q-ポッホハマー記号
q-ポッホハマー記号（英: q-Pochhammer symbol，q-シフト因子，q-シフト階乗とも呼ばれる）は、ポッホハマー記号（昇冪）のq-類似であり、q-類似の計算において頻繁に現れ、有限積あるいは無限積を簡略化して表記するために用いられる。
{\displaystyle (a;q)_{\infty }:=\prod _{k=0}^{\infty }(1-aq^{k})}
によって定義され、有限積については、
{\displaystyle (a;q)_{n}:={\frac {(a;q)_{\infty }}{(aq^{n};q)_{\infty }}}}
と定義される。とくにn > 0のときは、
{\displaystyle (a;q)_{n}=\prod _{k=0}^{n-1}(1-aq^{k})}
が成り立つ。
第二引数（基底と呼ばれる）がqのときは、{\displaystyle (a;q)_{n}=(a)_{n}}と略記され、複数の引数を持つq-ポッホハマー記号は、{\displaystyle (a,b,c;q)_{n}=(a;q)_{n}(b;q)_{n}(c;q)_{n}}と分解される。
以下のようにq → 1 の極限を求めれば、ポッホハマー記号に一致する。
{\displaystyle \lim _{q\to 1}{\frac {(q^{a};q)_{n}}{(1-q)^{n}}}=\lim _{q\to 1}{\frac {1-q^{a}}{1-q}}{\frac {1-q^{a+1}}{1-q}}\cdots {\frac {1-q^{a+n-1}}{1-q}}}
{\displaystyle =\lim _{q\to 1}[a]_{q}[a+1]_{q}\cdots [a+n-1]_{q}=a(a+1)\cdots (a+n-1)=(a)_{n}}

## q-解析学

### q-微分
q-微分（q-差分とも呼ばれる）は微分の q-類似で、任意の関数 ƒ(x) について q-微分を
{\displaystyle d_{q}(f(x)):=f(qx)-f(x)}
によって定義する。さらに導関数の q-類似である q-導関数は
{\displaystyle D_{q}(f(x)):={\frac {d_{q}(f(x))}{d_{q}(x)}}={\frac {f(qx)-f(x)}{(q-1)x}}}
によって定義される。
q-導関数を求める演算は線形性を持つが、ライプニッツ則はq → 1 の極限のみで成り立つ。
{\displaystyle D_{q}(f(x)+g(x))=D_{q}(f(x))+D_{q}(g(x))}
{\displaystyle D_{q}(f(x)g(x))=f(x)D_{q}(g(x))+D_{q}(f(x))g(qx)}
その他にも、以下のような性質が知られている。
{\displaystyle D_{q}x^{n}=[n]_{q}x^{n-1}}
{\displaystyle D_{q}^{m}x^{n}={\frac {[n]_{q}!}{[n-m]_{q}!}}x^{n-m}}

### q-積分
q-積分（ジャクソン積分）は、積分のq-類似であり、不定積分は、
{\displaystyle \int f(x)d_{q}x:=(1-q)\sum _{n=0}^{\infty }f(xq^{n})xq^{n}}
によって定義され、定積分は、
{\displaystyle \int _{0}^{a}f(x)d_{q}x:=(1-q)a\sum _{n=0}^{\infty }f(aq^{n})q^{n}}
{\displaystyle \int _{b}^{a}f(x)d_{q}x:=\int _{0}^{a}f(x)d_{q}x-\int _{0}^{b}f(x)d_{q}x}
{\displaystyle \int _{0}^{\infty }f(x)d_{q}x:=(1-q)\sum _{n=-\infty }^{\infty }f(q^{n})q^{n}}
{\displaystyle \int _{-\infty }^{\infty }f(x)d_{q}x:=(1-q)\sum _{n=-\infty }^{\infty }(f(q^{n})+f(q^{-n}))q^{n}}
によって定義される。
q-積分はq-微分の逆演算であり、
{\displaystyle D_{q}\int _{0}^{a}f(x)d_{q}x}
{\displaystyle ={\frac {1}{(1-q)a}}\left((1-q)a\sum _{n=0}^{\infty }f(aq^{n})q^{n}-(1-q)aq\sum _{n=0}^{\infty }f(aq^{n+1})q^{n}\right)}
{\displaystyle =\sum _{n=0}^{\infty }f(aq^{n})q^{n}-\sum _{n=0}^{\infty }f(aq^{n+1})q^{n+1}}
{\displaystyle =f(a)}
となることからも確かめられる。

## 初等関数のq-類似

### q-指数関数
q-指数関数は、指数関数のq-類似であり、
{\displaystyle e_{q}(x):=\sum _{n=0}^{\infty }{\frac {x^{n}}{[n]_{q}!}}=\sum _{n=0}^{\infty }{\frac {x^{n}(1-q)^{n}}{(q;q)_{n}}}}
によって定義され、次のような同値の定義が用いられることもある。
{\displaystyle e_{q}(x):={\frac {1}{((1-q)x;q)_{\infty }}}}
指数関数の導関数が指数関数であるのと同様に、
{\displaystyle D_{q}e_{q}(x)=e_{q}(x)}
が成り立つ。
とくに、可換性を持たず、{\displaystyle qab=ba}を満たすような量子平面上の変数x, yについて、次のような指数法則が成り立つことが知られている。
{\displaystyle e_{q}(x+y)=e_{q}(x)q_{q}(y)}

### q-対数関数
q-対数関数は、対数関数のq-類似であり、
{\displaystyle \log _{q}(x):=(1-q)(x-1)\sum _{n=0}^{\infty }{\frac {q^{n}}{1+(x-1)q^{n}}}}
によって定義されるが、これはq-指数関数の逆関数ではなく、これとは異なる定義も複数存在する。
また、ツァリス統計で用いられるq-指数関数およびq-対数関数は、q-類似とは全く異なる点に注意が必要である。

### q-三角関数
q-三角関数は、三角関数のq-類似であり、q-指数関数を用いて、
{\displaystyle \sin _{q}(x):={\frac {e_{q}(xi)-e_{q}(-xi)}{2i}}=\sum _{n=0}^{\infty }{\frac {(-1)^{n}x^{2n+1}}{[2n+1]_{q}!}}}
{\displaystyle \cos _{q}(x):={\frac {e_{q}(xi)+e_{q}(-xi)}{2}}=\sum _{n=0}^{\infty }{\frac {(-1)^{n}x^{2n}}{[2n]_{q}!}}}
によって定義され、通常の三角関数と同様に正接、余接、正割、余割関数のq-類似も定義される。
また、テータ関数を用いた次の定義も存在する。
{\displaystyle \sin _{q}(x):={\frac {\vartheta _{1}(x,e^{\frac {\pi ^{2}}{\log {q}}})}{\vartheta _{2}({\frac {\pi }{2}},e^{\frac {\pi ^{2}}{\log {q}}})}}}
{\displaystyle \cos _{q}(x):={\frac {\vartheta _{1}(x,e^{\frac {\pi ^{2}}{\log {q}}})}{\vartheta _{2}(0,e^{\frac {\pi ^{2}}{\log {q}}})}}}

## 特殊関数のq-類似

### q-ガンマ関数
q-ガンマ関数は、ガンマ関数のq-類似であり、
{\displaystyle \Gamma _{q}(x)={\frac {(q;q)_{\infty }}{(q^{x};q)_{\infty }}}(1-q)^{1-x}}
によって定義される。
通常のガンマ関数のように、
{\displaystyle \Gamma _{q}(x+1)=[x]_{q}\Gamma _{q}(x)}
が成り立ち、またxが自然数のとき、
{\displaystyle \Gamma _{q}(x)=[x-1]_{q}!}
が成り立つ。
その他にも、以下のような性質が知られている。
{\displaystyle \Gamma _{q}\left(x+{\frac {2\pi i}{\log {q}}}\right)=(1-q)^{-{\frac {2\pi i}{\log {q}}}}\Gamma _{q}(x)}
{\displaystyle \Gamma _{q}\left(x+{\frac {\pi i}{\log {q}}}\right)=2{\frac {(1-q)^{-x}}{(1+q)^{1-x}}}\Gamma _{q}\left({\frac {\pi i}{\log {q}}}\right){\frac {\Gamma _{q^{2}}(x)}{\Gamma _{q}(x)}}}
また、q-ベータ関数は、ベータ関数のq-類似であり、q-ガンマ関数を用いて、
{\displaystyle \mathrm {B} _{q}(x,y):={\frac {\Gamma _{q}(x)\Gamma _{q}(y)}{\Gamma _{q}(x+y)}}}
と定義される。
さらに、q-円周率は、円周率のq-類似であり、
{\displaystyle \pi (q):={\sqrt[{4}]{q}}\Gamma _{q^{2}}\left({\frac {1}{2}}\right)^{2}}
によって定義される。

### q-ポリガンマ関数
q-ポリガンマ関数は、ポリガンマ関数のq-類似であり、q-ガンマ関数を用いて、
{\displaystyle \psi _{q}^{(m)}(x)={\frac {d^{m+1}}{dx^{m+1}}}\ln {\Gamma _{q}(x)}}
によって定義され、以下のような性質が成り立つことが知られている。
{\displaystyle \psi _{q}^{(0)}(x+1)=\psi _{q}(x)-{\frac {q^{x}}{1-q^{x}}}\ln {q}}
{\displaystyle \psi _{q}^{(m)}\left(x+{\frac {2\pi i}{\log {q}}}\right)=\psi _{q}^{(m)}(x)}
{\displaystyle \psi _{q}\left(x\pm {\frac {\pi i}{\log {q}}}\right)=\psi _{q^{2}}(x)-\psi _{q}(x)+\log {\frac {1+q}{1-q}}}
{\displaystyle \psi _{q}^{(m)}\left(x\pm {\frac {\pi i}{\log {q}}}\right)=\psi _{q^{2}}^{(m)}(x)-\psi _{q}^{(m)}(x)}
また、q-オイラー定数は、オイラー定数のq-類似であり、q-ポリガンマ関数を用いて、
{\displaystyle \gamma ^{(m)}(q):={\frac {(-1)^{m+1}}{m!}}\psi _{q}^{(m)}(1)}
と定義される。

### q-超幾何級数
q-超幾何級数は、超幾何級数のq-類似であり、
{\displaystyle {}_{r}\phi _{s}\left[{\begin{matrix}a_{1},\cdots ,a_{r}\\b_{1},\cdots ,b_{s}\end{matrix}};q;z\right]:=\sum _{n=0}^{\infty }{\frac {(a_{1},\cdots ,a_{r};q)_{n}}{(a_{1},\cdots ,a_{r},q;q)_{n}}}\left((-1)^{n}q^{\left({\frac {n}{2}}\right)}\right)^{1+s-r}x^{n}}
によって定義される。
とくに、ガウスの超幾何関数のq-類似は、
{\displaystyle {}_{2}\phi _{1}\left[{\begin{matrix}a,b\\c\end{matrix}};q;z\right]={}_{2}\varphi _{1}(a,b;c;z|q):=\sum _{n=0}^{\infty }{\frac {(q^{a};q)_{n}(q^{b};q)_{n}}{(q^{c};q)_{n}(q;q)_{n}}}x^{n}}
によって定義される。